# سمک عیار
سَمَک عَیّار رمانی است مشهور و کهن به زبان فارسی که در سدهٔ ششم هجری نوشته شده است. داستان‌های این کتاب سه جلدی به دست فرامرز پسر خداداد پسر عبدالله نویسنده (کاتب) ارجانی (ارگان یا بهبهان کنونی در استان خوزستان) جمع‌آوری شده است. وی داستان‌ها را از زبان یک راوی به نام صدقهٔ ابوالقاسم فراهم آورده است.
سمک عیار یکی از داستان‌های عامیانهٔ فارسی است که سینه به سینه نقل شده و سده‌ها مایهٔ سرگرمی مردم ایران بوده است. قهرمان داستان پسر شاه حلب است که دل‌باختهٔ دختر فغفور شاه چین شده و سپس به جنگ پادشاه ماچین رفته است. بیشتر رویدادهای جلدهای یکم و دوم در چین و ماچین می‌گذرد.
کتاب سمکِ عیار این برتری را دارد که چون داستان‌های آن روایت مردم بوده و در میان مردم مشهور و محبوب بوده‌اند، زبان کتاب نیز زبان عمومی آن دوره را نشان می‌دهد و به همین خاطر بسیار ساده و روان است.
صحنه‌های این داستان در ایران و سرزمین‌های نزدیک به آن رخ می‌دهند. بیشتر شخصیت‌ها و قهرمانان این کتاب نام‌های ایرانی دارند. شخصیت اصلی این کتاب پهلوانی نام‌آور به نام سمکِ عیار است که در طی ماجراهایی با خورشیدشاه سوگند برادری می‌خورد.
در مقدمهٔ جلد سوم کتاب، نام نویسنده «فرامرز پسر خداداد پسر عبدالله الکاتب الارجانی» آمده، اما خود او راوی اصل داستان را «صدقه بن ابی‌القاسم» بیان می‌کند. صدقه ابوالقاسم منسوب به شیراز و فرامرز خداداد منسوب به ارجان فارس (ارگان - بهبهان کنونی در استان خوزستان) است.
کاربرد نام‌های ایرانی کهن همچون خردسب شیدو، هرمزکیل، شاهک، گیل‌سوار، سرخ‌ورد، مهرویه و زرند و مانند این‌ها این گمان را قوی می‌کند که این افسانه کهن بوده که بعدها یعنی در سدهٔ ششم به فراخور زمان نو شده است.
موردی که در کتاب سمکِ عیار در پیوند با نامگذاری خورشیدشاه، قهرمان اصلی داستان ذکر شده درست همانند همان است که در کتاب پارسی میانهٔ بندهش در مورد منوش خورشید، از نوادگان منوچهر، پادشاه کیانی آمده است. این می‌تواند گویای پیوند این کتاب با کتاب‌های پارسی پیش از اسلام باشد.
متن کامل سمک عیار به ویرایش پرویز ناتل خانلری در پنج جلد طی سال‌های ۱۳۳۷ تا ۱۳۵۳ در انتشارات بنیاد فرهنگ ایران منتشر شده است.

## داستان

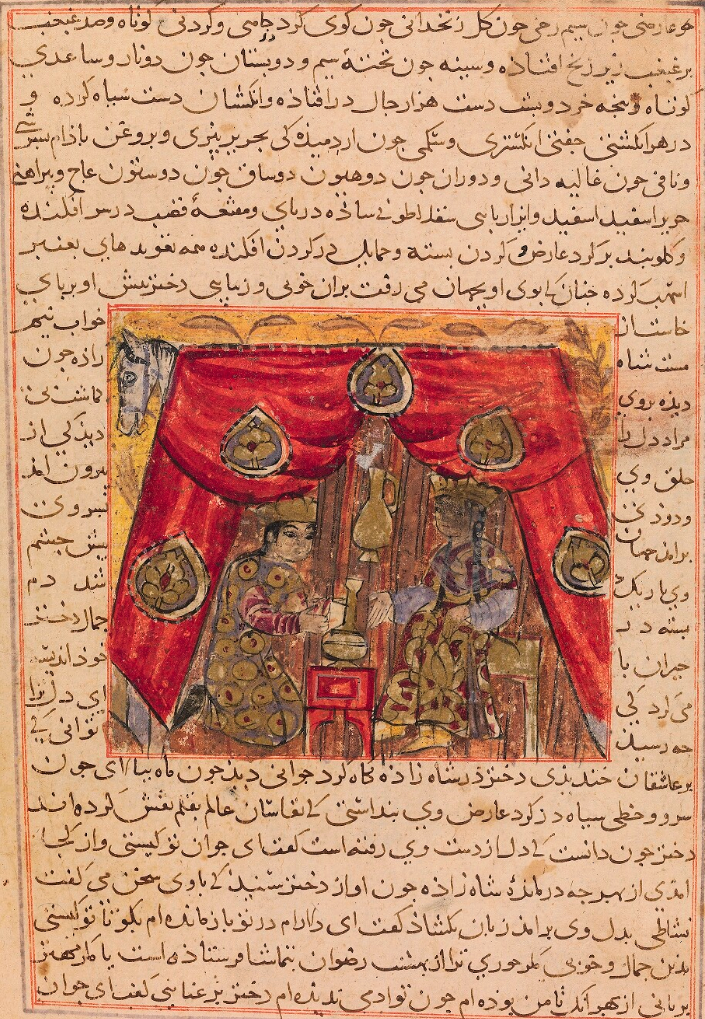
دو تاجدار زیر یک چادر گفتگو می‌کنند. تصویر استخراج‌شده از دست‌نوشته‌ای که در کتابخانه بادلین نگهداری می‌شود.

ماجرای اصلی کتاب داستان شاهزاده‌ای جوانمرد از شهر حلب به نام خورشید شاه، فرزند مرزبان‌شاه است که خلاف میل باطنی‌اش که از عشق و عاشقی دوری می‌جست و بر عاشقان می‌خندید، به عشق مه‌پری، دختر فغفور، پادشاه چین گرفتار می‌شود و حوادثی شیرین و جذاب به‌وجود می‌آورد.
شاهزاده برای به دست آوردن مه‌پری، به سوی چین حرکت می‌کند. در این میان مردی به نام «سمک عیّار» به خورشیدشاه می‌پیوندد و از آن پس بار اصلی حوادث را به دوش می‌کشد. او که مردی عیّار است با هم دستی و همراهی افرادی چون شغال پیل‌زور، روزافزون، سرخ‌ورد (همسر سمک)، روح‌افزای و چند پهلوان و عیّار دیگر در بیشتر رویدادها به کمک خورشیدشاه می‌آید.
در میانه داستان خورشیدشاه نام «عالم افروز» را بر «سمک عیّار» می‌نهد.
شخصیت دیگری که نقش مهمی در داستان بر عهده دارد، فرّخ روز، پسر خورشیدشاه است، که او نیز همانند پدر به عشق دختری به نام گلبوی گلرخ مبتلا می‌گردد و به سرزمین‌های زیادی لشکرکشی می‌کند و در این میان قسمت قابل توجّهی از کتاب را به خود اختصاص داده است. در بخش‌هایی که فرّخ روز حضور دارد، داستان تا حدودی به اسطوره نزدیک می‌شود و ما را به یاد اثر حماسی بزرگ ایرانیان، شاهنامهٔ فردوسی می‌اندازد.
بخش‌هایی از داستان «سمک عیّار» به دلیل از بین رفتن صفحات نسخ از میان رفته و به دست ما نرسیده است. یک بخش از افتادگی متن که مربوط به ابتدای داستان فرّخ روز، پسر خورشیدشاه می‌شود، توسط پرویز ناتل خانلری از نسخه‌ای که در گذشته به زبان ترکی ترجمه شده بوده، به فارسی برگردانده شده است.

## شخصیت‌های داستان
- پادشاهان و شاهزادگان: مانند خورشیدشاه (قهرمان اصلی داستان در جلد اول)، مرزبان‌شاه (پدر خورشیدشاه)، فغفور شاه چین، و گورخان شاه. این شخصیت‌ها اغلب محور اصلی داستان و محرک رویدادها هستند.

- پهلوانان: شخصیت‌های قدرتمند و دلاوری که در جنگ‌ها و مبارزات نقش کلیدی دارند. در جلد دوم به دبور دیوگیر به عنوان پهلوان زمانه اشاره شده است. همچنین هرمزکیل و سمور پهلوان از دیگر پهلوانانی هستند که در نبردها شرکت می‌کنند.

- عیاران: شخصیت‌های باهوش، زیرک و چابکی که در کار خود مهارت دارند و اغلب نقش‌های مهمی در پیشبرد داستان، کمک به قهرمانان یا ایجاد مانع برای آن‌ها ایفا می‌کنند. سمک عیار، شخصیت عنوان کتاب، نمونه بارز یک عیار است. کرم عیار نیز در جلد پنجم به همراه سلطان زنان و روزافزون فعالیت دارد.

- وزیران و مشاوران: شخصیت‌هایی که به پادشاهان و بزرگان مشاوره می‌دهند و در تصمیم‌گیری‌ها و اداره امور نقش دارند، مانند هامان وزیر و عدنان وزیر. در جلد سوم نیز از شهران وزیر و طمخان وزیر نام برده شده است.

- شخصیت‌های زن: شامل شاهدخت‌ها، ملکه‌ها، و زنان دیگری که ممکن است نقش محوری در داستان داشته باشند، مانند ماهپری (دختر فغفور شاه چین و معشوقه خورشیدشاه در جلد اول)، ابان دخت، ماه در ماه (دختر زلزال شاه)، گلبوی، شروان، چگل ماه و گیتی نمای.

- شخصیت‌های فرعی و عامیانه: شامل سربازان، خدمتکاران، جاسوسان، مردم عادی شهر و روستا که به داستان غنا می‌بخشند.

- موجودات فراطبیعی (گاهی): در برخی داستان‌های عامیانه، ممکن است دیوها، پریان یا جادوگران نیز حضور داشته باشند. در جلد سوم، ماه در ماه به انجام جادو و توبه از آن اشاره می‌کند و با خضر پیغمبر ملاقات می‌کند. دبور دیوگیر نیز لقبی است که به یک پهلوان داده شده است.

## محققان سمک عیار
- رباب محب
- رباب محب
- نامها در داستان «سمک عیار»